# 蘭福寶螺
蘭福寶螺（学名：Cypraea langfordi）为寶螺科寶螺屬下的一个种。